# هاينريش دريك
هاينريش دريك (بالألمانية: Heinrich Drake)‏ (و. 1903 – 1994 م) هو نحات، وأستاذ جامعي من ألمانيا، وألمانيا الشرقية، والرايخ الألماني، ولد في لوغده، توفي في برلين، عن عمر يناهز 91 عاماً.

## جوائز
حصل على جوائز منها:
- جائزة  غوته لبرلين  [لغات أخرى]‏ (1984)
- وسام الاستحقاق الوطني الذهبي
- الجائزة الوطنية لجمهورية ألمانيا الديمقراطية